# Lygrus becvari
Lygrus becvari là một loài bọ cánh cứng trong họ Cerambycidae.